# Concurrence
Pour les articles homonymes, voir Concurrence (homonymie).

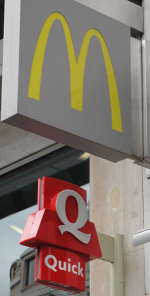
Deux enseignes de restauration rapide concurrentes côte à côte à Paris.

La concurrence est la rivalité entre plusieurs agents économiques pour acquérir des parts de marché sur un même marché, en vendant des biens identiques ou similaires. La concurrence est ainsi une compétition entre des producteurs, d'ordinaire des entreprises, pour capter la demande émanant des consommateurs.
Pour agir en concurrent, un agent doit disposer de la liberté d'entreprendre et de la possibilité d'offrir ou demander une ressource rare et excluable au sens économique, par exemple une ressource naturelle, un bien ou service, du capital, du travail, ou de la connaissance. La politique de la concurrence vise à assurer le maintien de conditions permettant la concurrence sur les marchés.
La concurrence est la mise en compétition d'agents économiques en vue de la fourniture de biens et de services sur un marché. La concurrence renvoie ainsi à une rivalité dans la conduite d'affaires commerciales. Un marché peut être plus ou moins concurrentiel selon que les agents économiques sont plus ou moins libres d'y entrer et de produire et vendre des biens.
La concurrence fait l'objet d'une politique dédiée, qui est la politique de la concurrence, et dont l'objectif est d'assurer que les marchés soient structurés et organisés de telle manière qu'ils n'empêchent pas de nouvelles entreprises de produire ou des entreprises déjà installées d'être injustement bloquées dans leurs activités.

## Effets
Le consensus économique est que la concurrence est favorable à la croissance, à l'innovation et à la productivité d'une économie. Une étude séminale de 1996 montre, sur un échantillon de 670 entreprises britanniques, que les entreprises présentes dans les secteurs les plus compétitifs ont eu un taux de croissance de leur productivité 3,8 à 4,6 fois plus élevé que celles des secteurs les moins concurrentiels. Le Fonds monétaire international montre en 2010 que les entreprises qui subissent peu la concurrence ont une moindre productivité globale des facteurs. Ainsi, les pays dotés d'une législation solide en matière de concurrence ont une croissance de 2 % à 3 % plus élevée que les pays qui n'en ont pas.
A contrario, les entreprises qui ont un monopole ou une domination quasiment sans partage ont moins d'incitation à innover (effet de laurier), à moins qu'elles craignent l'irruption d'un nouveau compétiteur (théorie des marchés contestables).
Toutefois, le rapport entre intensité concurrentielle et croissance n'est pas univoque. Dès 1967, Frederic M. Scherer soutient que la croissance devient négativement affectée par une hausse de la concurrence au-delà d'un certain niveau. Philippe Aghion et Peter Howitt créent en 1992 un modèle montrant qu'une intensité concurrentielle forte désincite les entreprises à investir, car elles savent alors que leurs innovations seront copiées rapidement, réduisant le gain espéré. Aghion et ses co-auteurs montrent sur des données empiriques, en 2005, qu'une concurrence modérée et la lutte contre les monopoles produisent une situation de marché propice à l'innovation et aux gains de productivité.

## Histoire théorique

### Économistes de l’école classique
Adam Smith dans la Richesse des Nations insiste sur deux aspects de la concurrence : sa plus ou moins grande intensité a une influence sur le prix, elle contribue à faire baisser les profits. En théorie, dans le cadre de la concurrence pure et parfaite (modèle théorisé par les classiques), les prix continuent à baisser jusqu'au moment où les profits seront nuls. « L’accroissement des capitaux en augmentant la concurrence, doit nécessairement réduire les profits ». Il reproche aux politiques mercantilistes en vigueur de son temps :
- de restreindre la concurrence dans certains secteurs en empêchant l’entrée de concurrents (c’est ce que nous appelons de nos jours les barrières à l’entrée) ;
- de trop aider certains secteurs et d'y augmenter ainsi de façon non justifiée économiquement le nombre d'acteurs. Smith pense notamment aux aides données à certains enseignements qui conduisent selon lui à un trop grand nombre d’ecclésiastiques et de gens de lettres[10].

Pour George Stigler, la position des économistes classiques peut être ainsi résumée :

« Chaque propriétaire d’une ressource productive cherchera à l’employer dans un secteur où il espère que le retour sur investissement (return) sera le plus élevé. Il en résulte qu’avec la concurrence chaque ressource sera distribuée dans tous les secteurs de telle sorte que le taux de retour (ou profit) sera le même partout. »

Cela conduit John Stuart Mill à écrire en 1848 « qu’il ne peut y avoir deux prix sur le même marché ».
Les économistes classiques ne se sont pas réellement préoccupés de donner une définition plus précise de la concurrence car, à l'époque, les cas de monopoles sont relativement rares. Harold Demsetz n’a trouvé chez Adam Smith que peu de pages dédiées aux monopoles et une seule dans les Principles of Political Economy de John Stuart Mill.

### Montée des monopoles et concurrence pure et parfaite
À partir du dernier tiers du XIXe siècle, avec l’émergence des très grandes entreprises, notamment dans les chemins de fer, l’acier, etc., les économistes vont être conduits à préciser ce qu’est la concurrence. Augustin Cournot - dès 1838 - donne une définition précise non de la concurrence mais de ses effets : « il y a concurrence quand le prix approche le coût marginal de la firme ».
En 1871, William Stanley Jevons introduit la notion de connaissance parfaite des conditions de l’offre et de la demande ou « transparence ».
Francis Ysidro Edgeworth est le premier économiste à définir de façon rigoureuse ce que peut être une concurrence parfaite.
Pour George Stigler, la longue liste de conditions énoncées peut se réduire à deux : un nombre important de concurrents ou « atomicité » (déjà énoncée par Augustin Cournot), et l’information parfaite déjà aperçue par William Stanley Jevons. La particularité d’Edgeworth réside peut-être dans l’importance qu’il donne aux contrats. John Bates Clark introduisit en 1899 la notion de mobilité des ressources (libre déplacement des facteurs de production vers les occasions les plus rémunératrices) et finalement c’est Frank Knight qui en 1921 dans son ouvrage Risk Uncertainty and Profit énonça les cinq conditions de la concurrence pure et parfaite que nous connaissons aujourd’hui (atomicité (aucun acteur n'est assez puissant pour contrôler les prix), transparence (connaissance totale par tous les intervenants dans le marché des quantités offertes et des prix correspondants), homogénéité (tous les produits offerts ne sont pas différenciés), libre entrée dans le marché (les barrières à l'entrée comme les baisses de prix ou la pratique des impôts destinées à décourager un nouveau concurrent sont inexistantes) et libre circulation des facteurs). La concurrence pure et parfaite est un élément central pour que, dans la théorie néoclassique telle qu’elle a été développée par Léon Walras, Alfred Marshall, Vilfredo Pareto, l’économie puisse permettre à chacun d’obtenir une satisfaction maximale.
Toutefois, ces auteurs raisonnent dans le cadre d’une économie stationnaire. Les choses changent avec l'introduction par Joseph Schumpeter de la notion d’innovation qui devient l’essence de la concurrence en régime capitaliste et se trouve être porteuse du redoutable double effet qu'il qualifie de « Destruction créatrice ».
Cependant, le concept de concurrence pure et parfaite demeure central en économie théorique :
- malgré les tentatives d’Israel Kirzner, d’Harold Demsetz et de John Maurice Bates Clark ;
- même les théoriciens des courants néokeynésiens et néoclassique — à travers la « concurrence imparfaite » — analysent les écarts entre la réalité de la concurrence et le modèle de la concurrence pure et parfaite. D'où les recherches en termes de situations d’asymétrie d'information[18], de monopoles naturels, d’organisation de l’économie publique, etc.

Les seuls à s’être le plus éloignés de la théorie de la concurrence pure et parfaite sont l’école autrichienne et la théorie des marchés contestables (pour qui la concurrence se rétablit par la réalisation d'une seule condition à savoir la levée du protectionnisme ou la libre entrée) qui gagne actuellement du terrain et se fonde sur l'analyse du phénomène de barrière pouvant faire obstacle à l’entrée et/ou à la sortie d'une activité.

## Positions politiques

### Position libérale
Pour les libéraux, une situation de « concurrence économique » est souhaitable, car :
- les clients potentiels peuvent choisir entre les différents produits proposés et accessibles et avoir un plus grand choix de produit à meilleurs prix ;
- la concurrence permet de déterminer un « prix d'équilibre »[19]. Ce dernier présente au consommateur l'avantage de trouver le bien ou (et) le service recherché qui possède le rapport qualité/prix jamais réalisé ailleurs que dans le marché de la concurrence[19] ;
- la concurrence favorise l’adaptation permanente entre offre et demande : les agents économiques peuvent utiliser leur raison. « La concurrence est ce qui oblige les gens à agir rationnellement » ;
- elle est la source du juste prix : « c’est la concurrence qui met un juste prix aux marchandises, et qui établit les vrais rapports entre elles » (Montesquieu[20]) ;
- d'autres écoles insistent sur la concurrence comme processus d'innovation (Friedrich Hayek[21]) ou de destruction créatrice (Joseph Schumpeter)[17]. Dans l'optique schumpétérienne, l'expression destruction créatrice désigne le renouvellement volontaire (non imposé de l'extérieur) et constant réalisé par l'entrepreneur aussi bien au niveau des produits, des moyens de production qu'au niveau des marchés, des entreprises elles-mêmes et de tous les autres moyens dont peut disposer l'entrepreneur[22]. Toute organisation qui n'obéit pas à ces exigences[22]est dépassée par ses concurrentes qui innovent[22].

À partir de la fin du XIXe siècle, des économistes — pourtant acquis à l'économie de marché — ne vont plus voir la concurrence comme dépendante d’un état de nature :

« Pour les libéraux d’ancienne observance, la liberté est pour l’homme l’état de nature. Pour le néolibéral, au contraire, la liberté est le fruit, lentement obtenu et toujours menacé, d’une évolution institutionnelle… À l’opposé de Rousseau, il pense que la grande majorité des hommes est née dans les fers, dont le progrès des institutions peut seul la sortir…. Libéraux et néo-libéraux ont une foi égale dans les bienfaits de la liberté. Mais les premiers l’attendent d’une génération spontanée…. alors que les seconds veulent la faire éclore, croître et se développer, en la rendant acceptable et en écartant d’elle les entreprises qui tendent constamment à l’annihiler. »

Il s'agit d'une vue totalement différente de l’évolution des sociétés humaines que Jacques Rueff appelle un « marché institutionnel »[réf. nécessaire], fait de normes juridiques dépendantes de théories économiques (lois et économie) que des organismes quasi-judiciaires de contrôle sont chargés de faire respecter dans le cadre de politiques de la concurrence. Ils veillent en particulier à éviter les ententes entre entreprises (notamment en cas d'oligopoles), de sorte à maintenir les prix les plus bas possibles et à éviter des prix de monopole.

### Catholicisme libéral
Plutôt que de rechercher la confrontation avec un autre individu dans le but d'être le plus fort, l'entraide, l'association, la coopération peuvent constituer des méthodes plus souhaitables, sinon plus efficaces. Comme le dit Henri Lacordaire : « Entre le fort et le faible, entre le riche et le pauvre, entre le maître et le serviteur, c'est la liberté qui opprime et la Loi qui libère. »
D'un point de vue plus large et universel, la notion de concurrent à battre peut engendrer un processus d'exclusion, alors que l'entraide — et si possible l'entraide de tous — tend vers un effort d'inclusion.

### Courants opposés à la concurrence
Selon le mot de Fichte, la concurrence serait un état de guerre entre les individus, la « guerre des acheteurs et des vendeurs ».

## Modélisation
La concurrence est l'un des paramètres les plus importants des modèles économiques utilisés en microéconomie. Elle sert d'hypothèses aux modèles, de telle sorte que l'utilisation des hypothèses de la concurrence pure et parfaite a parfois été un sujet de clivages entre économistes orthodoxes et hétérodoxes. 
Hervé Defalvard distingue dans le domaine de la microéconomie deux grandes familles : celle des modèles de concurrence parfaite, qui s'inscrivent dans la lignée de Léon Walras ; et la famille des modèles de concurrence imparfaite dont la vocation est depuis Augustin Cournot réaliste.

### Concurrence pure et parfaite d’inspiration walrassienne
Le modèle walrassien de concurrence pure et parfaite démontre qu’il existe au moins un ensemble de prix qui permet d’atteindre l’optimum dit de Pareto, c’est-à-dire un état dans lequel « on ne peut pas améliorer le bien-être d’un individu sans détériorer celui d’un autre ». La démonstration de l’existence de cet équilibre général (ou pour parler comme au XVIIIe siècle du meilleur des mondes économiques possible) a été faite dans les années cinquante par Kenneth Arrow, et Gérard Debreu en ajoutant aux cinq conditions suivantes d’autres hypothèses :
Chaque ménage dispose d’une dotation initiale qui lui permet de survivre sans échanger,
Les préférences (courbes d'indifférence) sont convexes
Absences de coûts fixes
Rendements d'échelles décroissants
Complétude des marchés (il existe un marché pour chaque bien)

#### Conditions
Un marché de concurrence pure et parfaite est un marché qui satisfait 5 conditions :
- atomicité des agents : il y a un grand nombre d'acheteurs et de vendeurs qui empêchent toute coalition entre acteurs économiques ;
- homogénéité des produits : les produits sont semblables ;
- transparence de l'information : toutes les caractéristiques du marché sont connues des acteurs ;
- libre entrée et libre sortie : inexistence de barrières à l'entrée et à la sortie[8] ;
- libre circulation des facteurs de production.

La modélisation mathématique proposée ne fonctionne que dans le cadre posé ci-dessus comme référence : Celui-ci se révèle être assez restrictif et constituer une simplification de la réalité.
Pour répondre à la question de la fixation des prix, les néoclassiques ont développé dans la théorie de l’équilibre général l’idée d’une convergence progressive des prix vers le prix d’équilibre. Pour Léon Walras, ce prix est déterminé par un « commissaire priseur ». Léon Walras introduit un mécanisme de tâtonnements. Le concept est différent de la main invisible d’Adam Smith, et semble plus proche de la notion d’ordre que l’on trouve chez Malebranche.

#### Utilisation
Si le modèle de concurrence parfaite occupe une place importante dans l'étude économique, cela tient à :
- sa capacité à pouvoir être formalisée par une représentation mathématique aisée ;
- ce que les situations d’équilibre définies correspondent à des optima mathématiques, dont il est possible d'assurer certaines propriétés d’efficacité allocative (efficacité selon Pareto) ;
- ce que l’hypothèse de concurrence pure et parfaite est également mobilisée dans la démonstration des deux théorèmes du bien-être.

#### Énoncé
À partir des propriétés néoclassiques de la concurrence, on démontre que le prix en concurrence parfaite est égal au coût marginal : « (Cm) » et qu’à long terme, le profit économique est nul.
On introduit pour cela l’hypothèse supplémentaire que chaque entreprise a pour objectif de maximiser son profit, « (Π) » où « (Π) » est défini comme : la différence entre la recette totale (ou chiffre d'affaires) « RT = p.q » et le coût total « CT ».
Chaque entreprise peut jouer sur la quantité produite « q » mais elle est « preneuse » du prix de vente « p » donné par le marché.
Mathématiquement, trouver le maximum d’une fonction correspond à annuler la dérivée de la fonction de profit :{\displaystyle max\ \Pi \ \Leftrightarrow \ {\frac {d\Pi (q)}{dq}}=\Pi '(q)=0\ \Leftrightarrow \ {\frac {dRT}{dq}}-{\frac {dCT}{dq}}={\frac {d(p.q)}{dq}}-Cm=0\ \Leftrightarrow \ p=Cm}
À l’équilibre, le prix est donc égal au coût marginal. À court et moyen terme, s’il y a un secteur économique bénéficiaire, où « Π >0 », l'hypothèse de transparence de l'information doit faire que cette information est largement diffusée. Selon l'hypothèse de libre entrée, ces profits vont inciter :
- de nouveaux entrants à venir produire sur ce marché ;
- les acteurs déjà présents à développer leur production.

L’offre va augmenter. En conséquence les prix de vente vont baisser et les profits des entreprises sur ce marché vont diminuer jusqu’à s’annuler.

#### Limites et critiques du modèle de concurrence parfaite
- Le théorème de Sonnenschein-Mantel-Debreu (1973-74) montre que l’équilibre général n’est pas stable : en un mot rien ne conduit automatiquement vers le meilleur des mondes économiques possible et quand bien même on y parviendrait, les chances sont faibles d’y demeurer.
- La concurrence pure et parfaite suppose que les agents économiques soient totalement rationnels (l'homo œconomicus). À la suite d'Herbert Simon et Friedrich Hayek, les économistes raisonnent aujourd'hui plutôt dans le cadre dit « de la rationalité limitée ».
- Les conditions requises ne sont pas réalistes. Sur ce point, Milton Friedman[32] rétorque « la question adéquate à poser concernant les « postulats » d’une théorie n’est pas celle de savoir s’ils sont empiriquement « réalistes », car ils ne le sont jamais, mais s’ils constituent des approximations suffisamment correctes par rapport au but recherché et on ne peut répondre à cette question qu’en tentant de voir si la théorie fonctionne, donc si elle permet des prévisions suffisamment précises ».
- La concurrence pure et parfaite suppose que l’information des agents soit elle-même parfaite ce qui a amené dès 1937 Friedrich Hayek[33] à prendre ses distances dans un article où il montre la difficulté d’obtenir et de transmettre l’information (knowledge). D’une certaine façon, sur ce point, il a été précurseur. De nos jours, de plus en plus d’économistes se penchent sur l’asymétrie d'information.
- En règle générale l’école autrichienne rejette la concurrence pure et parfaite[34]. En effet, pour eux elle repose sur des hypothèses totalement irréalistes (atomicité, transparence…) et ne permet pas de rendre compte du véritable cadre institutionnel du modèle (c’est-à-dire la forme d’organisation, les règles de ce modèle). Un exemple souvent donné par ces économistes est le fait que, dans ce modèle où les agents sont tous preneurs de prix, cette présentation ne permet pas de répondre de manière claire à la question « qui fixe les prix ? », ce qui conduit à la fiction du commissaire-priseur, dont le rôle imaginaire est de proposer des prix aux agents et de fixer les prix d’équilibre.
- Cette présentation omet aussi de préciser les conjectures (croyances) des agents (chacun pense qu’il pourra acheter et vendre tout ce qu’il désire aux prix affichés, indépendamment de ce que peuvent faire les autres), l’absence d’incertitude concernant les biens et les revenus futurs (hypothèse dite de système complet de marché) et l’inexistence d’indivisibilités et de coûts de transport (théorème d’impossibilité spatiale de Starrett[35]).

Pour les marxistes, la concurrence pure et parfaite est une « fadaise » (pour reprendre les termes de Marx) dont le but est uniquement de justifier le système capitaliste. Il ne faut pas y chercher une quelconque vraisemblance mais les idées de la classe dominante pour asseoir sa domination.
D’une manière générale l’importance du modèle de la concurrence pure et parfaite semble surestimée par les non économistes qui, notamment en France, le voient comme étant la quintessence de la théorie néoclassique. Daniel Cohen de manière peut-être trop abrupte écrit « dans l’esprit de beaucoup, la science économique se résume pour l’essentiel à ce modèle. Or, cela fait des années qu’il a été abandonné par les économistes dits, encore, néoclassiques ». Il reste néanmoins à la base de l’enseignement universitaire de l’économie.

### Concurrence imparfaite etéconomie industrielle
La concurrence imparfaite désigne toutes les situations où les conditions de la concurrence parfaite ne sont pas respectées. C’est celle de tous les jours, celle où les agents peuvent développer des stratégies de façon à maximiser leurs gains. Ce champ est actuellement l’objet de recherche intense. Les interactions stratégiques entre agents sont étudiées par la théorie des jeux.

#### Tableau de Stackelberg
Un tableau dit de Stackelberg recense les différents modèles de la concurrence sur un marché, en fonction de la situation des acheteurs et des vendeurs.
| Demande / Offre    | un vendeur         | quelques vendeurs   | nombreux vendeurs    |
| ------------------ | ------------------ | ------------------- | -------------------- |
| un acheteur        | monopole bilatéral | monopsone contrarié | monopsone            |
| quelques acheteurs | monopole contrarié | oligopole bilatéral | oligopsone           |
| nombreux acheteurs | monopole           | oligopole           | concurrence parfaite |

#### Présentation des cas les plus usuels de concurrence imparfaite
- Les oligopoles. Dans ce cas les entreprises seront tentées de s’entendre pour fixer des prix plus élevés que ceux qui résulteraient de la concurrence pure et parfaite. Les ententes sont en général interdites. En France les oligopoles privés (téléphonies, banques, grande distributions, professions réglementés) sont parfois rendus responsables de la vie chère[37]. Deux situations d’oligopole ont été particulièrement étudiées :
  - le duopole de Bertrand où les deux entreprises présentes sur le marché se font concurrence sur les prix ;
  - Le duopole de Cournot où les deux entreprises présentes sur le marché se font concurrence sur les quantités. Avec dans ce cas un raffinement le duopole de Stackelberg où une des deux entreprises est occupe la première place sur le marché.
- Le monopole (du grec monos signifiant « un » et polein signifiant « vendre ») désigne une situation dans laquelle un offreur est seul à vendre un produit donné à une multitude d’acheteurs. Dans une telle situation, l’offreur est capable d’imposer seul le prix de vente du produit concerné. Il se retrouve alors dans une situation dite de price-maker (faiseur de prix), tandis qu’une entreprise faisant face à la concurrence subit une situation de price-taker (preneur de prix). Ce pouvoir sur le marché est très recherché par les entreprises, mais est considéré comme nuisible aux consommateurs. Ces derniers subissent une baisse de leur « surplus »[38]. Il est donc souvent combattu par les pouvoirs publics (à l'exception des cas de monopole naturel[8]) et dénoncé par une majorité d’économistes. Les fusions-acquisitions permettent aux entreprises d’accroître leur pouvoir sur le marché voire parfois d’arriver en situation de monopole.

- Dans le cas de la concurrence monopolistique les entreprises vont adopter des stratégies de différenciation de façon à avoir en quelque sorte un monopole sur leur produit. Exemple, seul Rolls-Royce peut fabriquer ce type d’automobiles.

## Entreprises et concurrence
La concurrence pousse les entreprises à adapter en permanence leurs produits/services aux attentes actuelles et futures de leurs clients. Elle les pousse à innover, au sens de Joseph Aloïs Schumpeter, et à chercher à réduire les coûts. La concurrence étant le plus souvent imparfaite, elle les pousse à adopter diverses stratégies pour tirer au mieux leur épingle du jeu. Mais les entreprises sont aussi des formes alternatives au marché qui remplacent la concurrence par le contrat ou la hiérarchie comme l’ont montré Ronald Coase et Oliver Williamson.

### Entreprise structure alternative au marché et à la concurrence
Ronald Coase va poser la question de savoir pourquoi les firmes existent. En effet si la libre concurrence fonctionnait partout, il n’y aurait pas besoin d’entreprises, lieux où l’agent se soumet au pouvoir hiérarchique de son supérieur. Pour Ronald Coase le recours à la firme s’explique parce que le fonctionnement du marché engendre des coûts de transaction qu’une organisation comme l’entreprise permet de réduire. Pourquoi dès lors ne pas avoir qu’une seule grande firme. Oliver Williamson, dans son livre Les Institutions de l’économie, montrera que la firme se heurte à des problèmes d’incitations et de bureaucratie.

### Stratégies des entreprises
L’existence d’une forme de concurrence, même imparfaite, crée pour les entreprises, quelle que soit leur taille, une situation de compétition vis-à-vis de leurs concurrentes qui les incitent à une recherche permanente d’une meilleure efficacité économique, de produits novateurs capables de maintenir ou d’augmenter leurs parts de marché, et d’augmenter leur taux de marge.
Dans les secteurs à changement technologique rapide, et donc d’obsolescence accélérée, la concurrence peut conduire à des changements rapides dans les parts de marché des entreprises, et donc à une situation instable.
La stratégie des entreprises consiste par différents moyens, à se distinguer des concurrents et à s’éloigner des conditions de concurrence parfaite :
- stratégie de différenciation, par le marketing (adaptation au marché), l’innovation et les prix :
  - le marketing passe par l’adaptation au marché des produits et services, du type de distribution, de la communication et le développement de la notoriété et des marques. Une marque reconnue restitue à l’entreprise qui la possède une sorte de « monopole » : seul Rolls-Royce peut fabriquer ce type d’automobiles. Les appellations (AOC par exemple) entrent dans cette stratégie,
  - l’innovation consiste à créer de nouveaux produits et donc de nouveaux marchés, sur lesquels l’entreprise innovatrice sera seule, au moins pour un temps,
  - elle consiste aussi à améliorer les méthodes de production pour réduire les coûts et améliorer la compétitivité en matière de prix de vente. Cette compétitivité-prix ne concerne que les produits dont les volumes vendus correspondent à une fonction inverse du prix[8] ;
- stratégie de développement externe : par des alliances ou des fusions-acquisitions, l’entreprise cherche à grossir en taille pour obtenir une part de marché dominante (position de leader ou coleader), pouvant aller jusqu’à éliminer des concurrents moins bien placés, ou du moins les neutraliser ;
- information sur le marché : marketing et intelligence économique. Dans un marché concurrentiel, il est vital pour une entreprise de saisir les attentes et les évolutions du marché (études de marché), mais aussi les stratégies des concurrents (veille concurrentielle) et également les évolutions de la réglementation ;
- stratégie d’influence : il s’agit pour les entreprises d’obtenir des inflexions, voire des décisions qui leur soient favorables ;
- internationalisation, forme particulière de développement tirant avantage de la mondialisation économique.

## Politiques de la concurrence
La politique de la concurrence désigne les actions pour éliminer ou du moins pour restreindre les comportements publics ou privés visant à limiter la concurrence. Par ce biais, elles cherchent à favoriser la croissance et le bien-être des citoyens. Les États-Unis ont été pionniers en ce domaine avec le Sherman Act de 1890. Si en Allemagne de telles politiques ont été mises en œuvre dès la fin de la Seconde Guerre mondiale sous l’impulsion notamment des ordo-libéraux, il faudra attendre le traité de Rome de 1957 pour qu’elles soient généralisées au niveau de l’Union européenne.

### Fondements

#### Conjonction des efficiences pour les politiques de la concurrence
Pour Brodley, il est possible de distinguer trois sortes d’efficience :
- une efficience productive ;
- une efficience dynamique ou d’innovation qui vise à la création de nouveaux produits et de nouvelles technologies ;
- une efficience allocative.

La combinaison de ces diverses efficiences peut conduire pour Michel Glais à trois types de politique de la concurrence :
- l’une va « privilégier la maximisation de la richesse sociale sans s’inquiéter de sa répartition entre producteurs et consommateurs ». C’est plutôt l’optique de l’école de Chicago ;
- l’autre va privilégier la lutte contre le pouvoir du marché et favoriser l’efficience allocative. C’est plutôt l’optique de l’école structuraliste de Harvard ;
- enfin, il est aussi possible de « reconnaître la nécessité de protéger, en longue période, l’intérêt des consommateurs » mais d’«accepter que, dans certains cas, l’accroissement du bien-être de la société dans son ensemble l’emporte sur l’intérêt à court terme des acheteurs finals ». Ce serait plutôt[43] la voie prise par les autorités de la concurrence de nos jours[44].

#### École de Harvard
En réalité, il a existé deux écoles à Harvard qui se sont intéressées à la politique de la concurrence : la Harvard School of Law au début du vingtième siècle et la Harvard School of Government autour d’Edward Mason à partir de la fin des années trente. Dans les deux cas, c’est un peu sommaire de les appeler de Harvard car d’autres universités ont également travaillé sur ce sujet.
Concernant la Harvard School of Law, des juristes comme Oliver Wendell Holmes, Louis Brandeis et Roscoe Pound qui en fut le doyen de 1915 à 1936, ont compris qu’au-delà du domaine économique, le laissez-faire constituait d’abord un défi à leur conception des lois et qu’il conduisait la Cour suprême des États-Unis à renier la tradition des lois de Lord Coke pour deux raisons :
- les juges de la Cour suprême, à la fin du XIXe siècle, sous l’influence du laissez-faire à la Herbert Spencer, pensaient que leur mission était d’abord de protéger les droits naturels des hommes contre l’État et la société laissant de facto l’homme concret désarmé face aux grandes entreprises qu’elle assimilait à des personnes humaines de façon à leur appliquer la clause dite du due process[46]. Ce faisant elle empêchait l’adoption de toute mesure sociale venant contrebalancer leur pouvoir et était donc un obstacle au principe des « check and balance » ;
- d’autre part, le laissez-faire pris dans un sens extrême à la Herbert Spencer suppose de s’en remettre à une force supérieure censée nous conduire vers le meilleur des mondes possibles. Or dans la tradition de la loi de ces juristes les lois ne sont ni des forces aveugles qui s’imposent aux hommes, ni l’incarnation d’une raison naturelle toute puissante, elles sont trouvées à travers l’expérience et la raison entendue comme incluant un effort sur soi, un certain détachement des passions[46].

L’école structuraliste dite de Harvard, est venue d’une certaine façon dans un second temps donner aux juristes la théorie économique sur laquelle ils peuvent s’appuyer quand ils ont à trancher des cas concrets. Elle a été marquée par la personnalité et les travaux d’Edward Mason et ceux de Joe Bain. La thèse structuraliste est bien illustrée par le modèle SCP d’Edward Mason où la structure du marché (S) influence le comportement des firmes (C) et les performances des firmes (P). Les structuralistes ont une vision de la concurrence proche des néo-classiques et comme eux, ils voient la concentration des firmes comme quelque chose dont il convient de se méfier car pour eux cela conduit les firmes à accroître leurs profits au détriment du consommateur. Par ailleurs, ils mettent l’accent sur l’inefficience de la primauté des décisions managériales sur l’intérêt des actionnaires, ils développent la théorie de l’inefficience-X et se méfient des diversifications conglomérales. Enfin, ils ne croient pas que le libre jeu du marché permette de remettre en question les positions dominantes. Pour la théorie des marchés contestables développée par William Baumol John Panzar et R. Willig, il n’est pas nécessaire d’avoir un grand nombre d’acteurs, la menace d’entrée de nouvelles firmes suffit. Pour John Panzar, cette théorie s’inscrit dans la continuité des travaux d’Henry Demsetz et donc peut être perçue comme relevant de l’école de Chicago

#### École de Chicago
L’approche structuraliste d’Harvard va être contestée par l’école de Chicago dont les principaux auteurs sont Bork, Richard Posner, George Stigler et Henry Demsetz. 
Trois idées sont avancées :
1. Le monopole peut être une structure de marché naturelle en présence de fortes économies d’échelles ;
2. La concentration industrielle n’est que le résultat d’un processus de sélection. La rente dont dispose les vainqueurs n’est qu’une juste récompense qui doit disparaître rapidement sous l’effet de la concurrence. Ils ne croient pas au paradoxe de la concurrence selon lequel une concurrence laissée sans règle s’autodétruirait[51] ;
3. Le pouvoir de marché est propice à l’innovation à la Joseph Schumpeter.

Pour Michel Glais, « aux yeux de ces économistes le principe de concurrence représente la loi naturelle et efficace du fonctionnement des sociétés organisées ».

### Politique de la concurrence aux États-Unis

#### Organisation et textes fondateurs
Les États-Unis ont été pionniers en matière de concurrence avec l’adoption dès juillet 1890 du Sherman Act suivi en 1914 du Clayton Act et du Federal Trade Commission Act. Suivront le Robinson-Patman Act de 1936 sur la discrimination par les prix, et au niveau du contrôle des concentrations, le Celler-Kefauver Act (1950) et le Hart Scott-Rodina Act de 1976. Aux États-Unis, deux autorités sont principalement chargées de la concurrence : la Federal Trade Commission et la division Antitrust du Department of Justice (DOJ). Cette dernière à la différence de ce qui se passe en Europe peut engager des poursuites pénales. D’une manière générale, les autorités judiciaires, sont très présentes tout au long de la procédure. Par ailleurs, « les victimes de comportement anticoncurrentiels peuvent engager un class action et la règle du « triple dommage » (treble damages) permet au plaignant de recevoir jusqu’à trois fois le montant du préjudice qu’il a subi ».

#### Grandes phases
David Encoua et Roger Guesnerie distinguent plusieurs phases :
- la mise en place des premières lois fédérales. La Cour Suprême tentant d’en limiter la portée car elle était convaincue du bien-fondé du « laissez faire » ;
- une certaine mise en sommeil (1915-1936). Notamment avec le National Industrial Recovery Act (NIRA) des débuts du New Deal ;
- une période activiste liée à l’influence de l’école structuraliste de Harvard (1936-1972). À partir de 1936, Franklin Delano Roosevelt va mettre en œuvre une politique de la concurrence très active qui sera poursuivie jusqu’en 1972[55] ;
- une période marquée par l’influence de l’École de Chicago (1973-1992) avec une très grande focalisation sur l’efficacité économique ;
- la synthèse post Chicago et l’apport de la théorie des jeux.

À la suite d'un rapport du MIT intitulé Made in America: Regaining the Production Edge (1989) écrit notamment par Dertouzos, Lester et Robert Solow, le National Cooperative Research and Production Act (NRCPA) de 1993 qui lui-même faisait suite au National Cooperative Research Act (NCRA) de 1984, a posé le principe que les accords de coopération en recherche et développement devaient être évalués en appliquant la règle de raison. Enfin, en 1997 les lignes directrices sur le traitement des opérations de concentration ont été assouplies de même que celles portant sur la propriété intellectuelle.

### Politiques de la concurrence dans l’Union européenne
L’Europe va se doter avec le traité de Rome d’une politique de la concurrence le but était de « déterminer des règles de concurrence permettant d’aboutir à un marché intégré, indépendamment des règles en vigueur dans chaque État membre, en veillant à ce que le droit communautaire couvre les droits nationaux des États membres. Le texte de ce traité doit beaucoup à Pierre Uri et à Hans von der Groeben qui fut le premier commissaire allemand chargé de la concurrence. Pour Jacques Rueff le marché institutionnel des communautés européennes devait « rassembler les partis que préoccupent, avant tout la liberté de la personne et ceux qui, tout en refusant la contrainte des volontés individuelles, veulent, dans la répartition, moins d’inégalité et plus de justice. Sur le plan théorique donc la législation européenne de la concurrence est fortement marquée par l'approche structuraliste.

#### Organisation
En Europe, c’est la Direction générale de la Concurrence (DG Competition) dirigée le commissaire européen compétent qui est chargée d’instruire les dossiers. Les décisions de la commission européenne sont susceptibles de recours devant le Tribunal ou devant la Cour de justice de l'Union européenne. La censure de plusieurs décisions de la commission européenne par le tribunal de première instance en 2002 (affaires Airtour — 6 juin 2002 —, Schneider Legrand — 22 octobre 2002 —, et Tetra-Laval — 25 octobre 2002) a fait l'objet d'une double analyse :
- pour Marie-Anne Frison-Roche[62] elle traduit la volonté de la juridiction européenne de ne pas s'en tenir à un contrôle procédural mais à affirmer « son pouvoir de mener une analyse substantielle des concentrations, laquelle se substitue aux analyses de la Commission » ;
- Laurent Cohen-Tanugi[63] fait un constat assez proche mais souligne également que la décision du tribunal devrait amener la Commission à plus prendre en compte les théories économiques de l'école de Chicago.

Les décisions européennes s’appliquent à des entreprises dont le siège social n’est pas forcément en Europe. C’est ainsi que le juge communautaire le 17 septembre 2007 a validé la décision de la Commission condamnant Microsoft pour infraction aux règles de la concurrence. Certains voient dans ce jugement un manque de prise en compte de l'innovation et d'une certaine façon, pour eux une trop grande prise en compte des thèses structuralistes.

#### Grands axes de la politique européenne de la concurrence[66]

##### Ententes et cartels
Tout partage de marché, toute fixation de quota de production, toute entente sur les prix entre entreprises sont interdits en vertu de l’article 81 du Traité de Rome. Sont donc interdites les ententes horizontales intervenant entre opérateurs situés au même stade du processus économique (cartel) ainsi que les ententes verticales conclues entre opérateurs situés à des stades différents du processus économique.
En réalité certains accords verticaux vont être évalués à la lumière d’une « règle de raison », c’est-à-dire que l’on va étudier si les avantages économiques seront supérieurs ou non aux inconvénients.

##### Abus de position dominante
L’article 82 du Traité de Rome n’interdit pas les positions dominantes, il n’en interdit que l’abus. Sont considérés comme abusifs :
- des prix abusifs ;
- les accords de vente exclusif ;
- les primes de fidélité visant à détourner les fournisseurs de leurs concurrents.

La notion d'abus de position dominante doit beaucoup à l'école structuraliste de Harvard. Si certains veulent une évolution vers les thèses de l'école de Chicago d'autres s'en inquiètent et souhaitent à ce que la position dominante continue à se juger par rapport au nombre de concurrents. Ils tiennent l'évolution présente comme un encouragement à ce qu'ils appellent les « investisseurs prédateurs ». En 2006, la CCIP (chambre de commerce et d'industrie de Paris) a publié une étude sur les évolutions souhaitables pour elle de l'article 82.

##### Aides d'État
Les aides d’État sont contraires aux articles 87 et 88 du traité de Rome. Toutes les aides susceptibles d'affecter ou de menacer d'affecter les échanges entre les États membres sont concernées (les subventions, les bonifications d’intérêt et les exonérations d’impôt…) si elles dépassent 200 000 euros. Le contrôle des aides est en application de l’article 88 de la compétence exclusive de la Commission. Celle-ci peut soit obliger l’État à ordonner la restitution de l’aide soit subordonner l’aide à des engagements précis. Toutefois, des dérogations sont permises dans trois cas précis :
- favoriser le développement économique de régions dans lesquelles le niveau de vie est anormalement bas ;
- promouvoir la réalisation d'un projet important d'intérêt européen commun ou remédier à une perturbation grave de l'économie d'un État membre ;
- promouvoir la culture et l'intérêt général.

On parle bien d'« aides d'État » et non d'« aide de l'État ».

##### Services d’intérêts économiques généraux
L’article 86 du traité de Rome assujettit les entreprises publiques gérant les services d'intérêts économiques généraux aux règles de la concurrence. Toutefois ce texte n'a longtemps eu qu'une portée symbolique. La situation va changer quand les États-Unis vont déréglementer le transport aérien sous la présidence de Jimmy Carter et vont démanteler en 1984 ATT qui détenait le monopole des télécommunications aux États-Unis. Peu à peu, l'Europe verra l'intérêt de telles politiques et à son tour commencera à introduire de la concurrence en faisant appliquer les textes dans les secteurs du transport aérien et des infrastructures essentielles : chemin de fer, lignes téléphoniques et électriques notamment.

##### Concentrations[71]
Le contrôle des concentrations a été tardivement généralisé dans le droit de la CEE, puisqu’il a fallu attendre pour cela l’adoption en 1989 du règlement no 4064/89 remplacé depuis en 2004 par le règlement no 139/2004. Le contrôle des concentrations occupe maintenant une place importante car les rapprochements d'entreprises ont le plus souvent un caractère communautaire. D'une manière générale, si les interdictions pures et simples sont rares, il est fréquemment demandé aux entreprises de se soumettre à un certain nombre de conditions afin de garantir le maintien d'une concurrence loyale. Par exemple, lors de la fusion Air France KLM en février 2004, les entreprises ont dû céder des créneaux aériens afin de ne pas réduire la concurrence sur certaines destinations.

### France et concurrence
Pour Jean Quatremer, le débat en France sur la notion de « concurrence libre et non faussée » n'a pas beaucoup agité les autres pays européens. Dans le même esprit, Mario Monti notait en novembre 2007 que les sondages avaient longtemps montré qu'il y avait en France une hostilité sans égale dans le monde à l'égard de l'économie de marché. Pourtant, pour cet économiste, des signes d'une évolution des mentalités sont perceptibles à travers la prise de conscience des dirigeants politiques que les gains de croissance passent par l'instauration d'une plus grande concurrence. Selon Alain Lamassoure, ancien membre du parti politique Les Républicains, l'hostilité des français à l'économie de marché s'expliquerait par l'addition de plusieurs traditions que sont une vision catholique selon laquelle « l'argent, c'est sale », le colbertisme, le socialisme et le corporatisme qui selon lui aurait survécu au Régime de Vichy.

#### État de la concurrence
Dans leur ouvrage La Société de la défiance, Yann Algan et Pierre Cahuc soulignent que « la confiance mutuelle et le civisme sont essentiels au bon fonctionnement des marchés, car ils facilitent une concurrence pacifique et équitable ». Or les enquêtes depuis plus de vingt ans montrent que les français se méfient plus souvent de leurs concitoyens, des pouvoirs publics et du marché que le reste des habitants des pays développés. Pour ces auteurs, c'est le mélange de corporatisme et d'étatisme du modèle social français qui provoquerait à la fois cette défiance et cet incivisme. Il y aurait comme un cercle vicieux où plus de défiance entraîne plus de demande d'État qui crée plus de barrières à la concurrence en donnant d'une certaine façon à ceux qui ont des moyens de protester des privilèges qui à leur tour engendrent de la défiance parmi ceux qui n'en profitent pas ou qui estiment en profiter moins que d'autres.
L'Autorité de la concurrence condamne chaque année de nombreuses entreprises dans tous les secteurs d'activité en général pour « entente frauduleuse ». Une amende record en la matière a été infligée en mai 2008 aux trois opérateurs de téléphonie mobile de métropole. La chambre commerciale de la Cour de cassation a confirmé une condamnation de ces trois opérateurs à une amende de 442 millions d'euros pour « entente illicite » sur les prix de 2000 à 2002. En 2002, l'Union fédérale des consommateurs - Que choisir avait initié une procédure devant le Conseil de la concurrence qui avait abouti à un procès en novembre 2005. Même chose du côté du marché de l'électronique grand public et pour l'UFC Que Choisir « en dépit des beaux discours sur la libre concurrence, les grandes enseignes et les fabricants font tout leur possible pour que les revendeurs les plus agressifs sur le plan des prix s'alignent ou vendent en catimini, sans faire la moindre publicité sur leurs tarifs exceptionnels ».
En décembre 2008, le Conseil de la concurrence a condamné à l'amende record de 575,4 millions d'euros « onze entreprises du négoce de produits sidérurgiques ainsi que la Fédération française de distribution de métaux (FDDM), le principal syndicat de la profession, pour entente ».

#### Question de l'ouverture à la concurrence des infrastructures essentielles
Il s'agit de cas très particuliers, rencontrés en général dans le domaine des services dans lesquels l'existence d'un réseau d'infrastructure unique est source d'efficience. Augmenter le nombre de concurrents ne permet alors plus de financer les coûts fixes importants de l'activité. Par contre plus de concurrence amène plus d'innovations et parfois une diminution des coûts.

##### Solutions retenues
Ces secteurs peuvent entrer dans le champ de la concurrence de deux manières :
- soit en séparant la gestion du réseau de celle de l'exploitation des services destinés aux clients finaux (principe de la théorie des trois couches) : c'est la voie choisie en Europe pour l'électricité, le gaz et les chemins de fer : le réseau reste un monopole, souvent public, et son accès est ouvert moyennant le paiement d'un péage aux gestionnaires de réseaux, à des exploitants publics ou privés, concurrents entre eux ; on parle alors de concurrence « dans le marché ». Une autorité de régulation indépendante ART pour les télécommunications, CRE pour l'énergie. Dans le cas du rail, les voies ferrées appartiennent à un organisme d'État le Réseau ferré de France qui ensuite les loue à des intervenants dont la SNCF ;
- soit par le régime de la concession : l'exploitation est mise aux enchères pour une durée limitée et renouvelée par le même moyen périodiquement ; on parle alors de concurrence « pour le marché ». C'est le cas par exemple de l'eau, et des transports urbains[82] qui bénéficie d'une concession longue de service public.

##### Oppositions en France
Selon les analyses, des altermondialistes et des interventionnistes :
- le monopole public est préférable puisque l'État peut jouer le rôle de régulateur sur d'autres objectifs que ceux du marché ;
- la concurrence ne doit pas être étendue à tous les domaines, dont notamment la santé, l'éducation, la justice, la culture, etc.

Les syndicalistes puissants dans ces secteurs EDF, France Télécom, SNCF semblent méfiants. Des syndicalistes de France Télécom avançaient en 2001 trois risques :
- le risque de cartellisation. Il s'agit d'un risque réel. Les trois grands de la téléphonie mobile ont été sanctionnés par le conseil de la concurrence (sanction confirmée en appel) pour ce fait[84]. Mais sur ce point les autorités de la concurrence ont montré qu'elles veillaient ;
- l'asymétrie de puissance entre les entreprises et l'autorité de régulation. A contrario, des économistes en France semblent davantage craindre la capture du régulateur par des cadres ayant fait leur carrière dans l'industrie régulée ou dans l'ancienne administration de tutelle[85] ;
- la perte de synergie et l'instabilité de l'offre.

Concernant l'énergie électrique l'ensemble des parties prenantes en France semblent peu désireuses d'aller de l'avant et, pour Bernard Salanié, la concurrence avancerait à reculons faisant peser une hypothèque sur notre capacité à renouveler le parc de centrales nucléaires.

#### Concurrence dans la loi sur les nouvelles régulations économiques
La deuxième partie de la loi sur les nouvelles régulations économiques (2001) est consacrée à la concurrence.

### Critiques adressées aux politiques de la concurrence

#### Critique de certains libéraux
Pour eux les mécanismes censés garantir la concurrence :
- seraient inefficaces car rarement respectés ;
- en partie incompatibles avec les fondements de la théorie libérale :
  - la propriété privée : briser les cartels nécessiterait de modifier les droits de propriété d'une partie de l'entreprise qui se trouverait scindée,
  - la libre entreprise : le patron serait soumis à des règles ayant précisément pour but d'éviter que son entreprise devienne trop puissante.

Plus profondément, certains libéraux, comme Pascal Salin, mettent en évidence que les politiques de concurrence sont fondées sur la théorie de la concurrence pure et parfaite, qui est elle-même incapable de rendre compte des mécanismes réels de l'économie. Ainsi, les politiques de la concurrence chercheraient non pas à faire profiter l'ensemble des acteurs économiques d'une réelle concurrence, mais à forcer l'économie à se plier à un cadre irréaliste. Dans cette vision critique, la seule notion de concurrence qui rende compte des mécanismes réels de l'économie serait celle de la libre entrée sur les marchés : il s'agit d'une vision dynamique. À l'inverse, la théorie de la concurrence pure et parfaite n'appelle concurrence que la situation dans laquelle les producteurs (comme les acheteurs) sont suffisamment nombreux et donc petits par rapport à la taille du marché pour n'avoir aucun pouvoir d'influencer les prix. C'est la théorie atomistique, qui est une vision statique. Les réglementations qui en découlent vont ainsi se préoccuper de définir un marché pertinent, pour en mesurer la taille, et déterminer la part de marché du producteur, qui si elle est trop importante sera considérée comme une position dominante. Certains des comportements de ce producteur seront alors qualifiés d'abusifs et sanctionnés comme tels.

#### Critique antilibérale
- Les coûts liés à la production : dans un système concurrentiel, chaque entreprise peut choisir de développer ses propres infrastructures (bâtiments, centres de recherche, usines, parfois réseaux…). Dans de nombreux cas, les gaspillages peuvent être considérables. The Economist émettait ainsi l'hypothèse que « la cause ultime de la crise dans le secteur des télécommunications [en 2002] est que trop de concurrents ont décidé de construire d'énormes réseaux pour lesquels la demande était faible »[88].
- Les coûts du maintien de la situation de concurrence : les études empiriques consacrées aux tentatives de faire fonctionner un « marché parfait », conforme à la théorie économique standard, témoignent de l'hypercentralisation des décisions qu'un tel mode de fonctionnement implique[89].

## Concurrence et commerce international
Les États peuvent également chercher à faire émerger des « champions nationaux », en contrariant temporairement ou plus durablement la concurrence internationale.
Les dirigeants politiques peuvent décider de mettre en place des barrières douanières et des réglementations afin de limiter la concurrence des produits étrangers ; certains États utilisent également des moyens détournés, comme la normalisation, ou la sécurité pour interdire de fait l'entrée de concurrents étrangers. En règle générale, les investissements des non-résidents sont contrôlés de manière discrétionnaire ou par la loi. Jouent le même rôle les règles d'accès à certaines professions, en matière de services notamment :
- pratiques de discrimination positive : dispositions en faveur des sociétés nationales, leur réservant par exemple un quota de contrats gouvernementaux[90] ;
- dépenses ou subventions versées par l’État ayant pour objectif de développer des secteurs d'activité protégés (armement, agriculture, industries exportatrices…) ;
- politiques de change visant à l'amélioration de la compétitivité nationale en agissant sur les parités des devises ;
- comportement tatillon ou partial des autorités nationales (respect environnemental[91] et réglementaire, sécurité sanitaire[92], moralité des affaires…).

Les États essayent également de négocier au mieux de leurs intérêts les réglementations reconnues au niveau international, notamment avec l'OMC, et en particulier son Organe de règlement des différends.